# Zones
The Zones fue una banda de estilos punk rock y power pop, formada en Glasgow, Escocia, en 1977 por Willie Gardner en la voz y guitarra eléctrica, Russell Webb en el bajo, Billy McIsaac en los teclado y Kenny Hyslop en la batería. Gardner, sobrino del cantante escocés de glam rock Alex Harvey, había formado parte de una banda de rock llamada Hot Valves, y el resto del grupo había integrado la exitosa banda también escocesa Slik, famosa por su éxito "Forever And Ever", junto con Midge Ure, futuro cantante de Ultravox.

## Trayectoria
Zones se había formado con base en los distintos grupos que habían integrado cojuntamente Billy McIsaac y Kenny Hyslop, con cambios de nombre y de integrantes a través de la década de 1970. Esta asociación se había originado en 1972 cuando ambos músicos se integraron, junto a Midge Ure en la guitarra, a una promisoria banda pop llamada Salvation, formada por los hermanos Kevin y Jim McGinlay en la voz principal y el bajo, respectivamente. Tras el alejamiento de Kevin McGinlay, Salvation se renombra como Slik, el cual realiza a mediados de la década algunos singles (entre éstos el hit "Forever And Ever") y un álbum homónimo. En 1977, con el advenimiento del punk, Jim McGinlay fue reemplazado por Russell Webb en el bajo, y Slik se renombra como PVC2 y cambia su estilo a aquel género musical de moda, lanzando un sencillo llamado Put You In The Picture. Antes de acabar ese año, Ure deja PVC2 para unirse a The Rich Kids (al lado de Glen Matlock, ex-bajista de los Sex Pistols) y de ahí a Ultravox. En su lugar, Willie Gardner se integra como cantante y guitarrista, y de ahí, PVC2 cambia de nombre a Zones (o The Zones).
Zones pasa a formar parte del sello Zoom Records, el cual le lanza en 1978 su primer sencillo, Stuck With You. Ese mismo año,  la banda graba dos sesiones para John Peel. El sello Arista se encarga de realizar los siguientes lanzamientos para la banda: el sencillo Sign Of The Times, el tema "New Life" dentro del disco soundtrack de una película llamada That Summer!, el único álbum de su carrera Under Influence y los sencillos con temas desprendidos de este último disco, Looking To The Future y Mourning Star.
La banda no tuvo el éxito esperado, y se separó en 1979. Webb y Hyslop se integrarían a la banda punk escocesa The Skids, y después el primero a The Armoury Show y Public Image Ltd. y el otro a Simple Minds; no se volvería a saber más de McIsaac hasta 1995, cuando forma Billy McIsaac Band, un destacado grupo musical de ceremonias; y Gardner se haría solista temporalmente, y luego formaría Endgames.

## Discografía

### Sencillos
- Stuck With You/No Angels (Zoom Records, 1978).
- Sign Of The Times (Arista Records, 1978).
- Looking To The Future (Arista, 1979).
- Mourning Star (Arista, 1979).

### Álbumes
- Under Influence (Arista, 1979).